# Буробин, Николай Александрович
Никола́й Алекса́ндрович Буро́бин (25 мая 1937, Пушкино, Московская область, РСФСР, СССР) — советский волейболист, игрок сборной СССР (1958—1966). Олимпийский чемпион 1964, двукратный чемпион мира (1960 и 1962), обладатель Кубка мира 1965, 7-кратный чемпион СССР. Заслуженный мастер спорта СССР (1960).

## Биография
Выступал за команды: 
- 1954—1956 — «Нефтяник» (Москва);
- 1956—1957 — «Энергия» (Москва);
- 1957—1969 — ЦСК МО/ ЦСКА.

Чемпион СССР 1958, 1960, 1961, 1962, 1965, 1966. В составе сборной Москвы — чемпион СССР и победитель Спартакиады народов СССР 1963, серебряный призёр союзных первенств и Спартакиад 1959 и 1967. Обладатель Кубка европейских чемпионов 1960 и 1962. Победитель чемпионатов дружественных армий (3) - 1959, 1962, 1967.
В сборной СССР в официальных соревнованиях выступал в 1958—1966 годах. В её составе стал олимпийским чемпионом 1964, двукратным чемпионом мира (1960 и 1962), бронзовым призёром мирового первенства 1966, победителем розыгрыша Кубка мира 1965, бронзовым призёром чемпионатов Европы 1958 и 1963.
После окончания игровой карьеры работал тренером. В 1980—1984 возглавлял женскую команду ЦСКА, серебряного призёра чемпионата СССР 1982. Тренировал одинцовскую «Искру» (1989—1991), сборную Сомали (1977—1979), сборную вооружённых сил Вьетнама (1979—1980), мужскую и женскую сборные Сирии (1991—1992).
В 2021 году именем Николая Буробина назван розыгрыш Кубка России среди мужских команд высшей лиги «А» — Кубок Буробина.

## Награды
- орден «Знак Почёта» (30.03.1965).
- почётный знак ОКР «За заслуги в развитии олимпийского движения в России» (1998).
- почётные знаки ВФВ «За заслуги в развитии волейбола в России» (2007) и «За вклад в победу на Олимпийских играх» (2013).